# Золотой глобус (премия, 1996)
53-я церемония вручения наград премии «Золотой глобус»

21 января 1996 года
Лучший фильм (драма): 

«Разум и чувства»
Лучший фильм (комедия или мюзикл): 

«Бэйб: Четвероногий малыш»
Лучший драматический сериал: 

«Нас пятеро»
Лучший сериал (комедия или мюзикл): 

«Сибилл»
Лучший мини-сериал или фильм на ТВ: 

«Обвинительный акт: Суд над Макмартинами»
< 52-я Церемонии вручения 54-я >
53-я церемония вручения наград премии «Золотой глобус» за заслуги в области кинематографа и телевидения за 1995 год состоялась 21 января 1996 года в Beverly Hilton Hotel (Лос-Анджелес, Калифорния, США). Номинанты были объявлены 21 декабря 1995.

## Список лауреатов и номинантов
• Победители выделены отдельным цветом. 

### Игровое кино
Количество наград/номинаций:
- 2/6: «Разум и чувства»
- 0/5: «Американский президент»
- 1/4: «Храброе сердце» / «Покидая Лас-Вегас»
- 0/4: «Аполлон-13»
- 1/3: «Достать коротышку»
- 0/3: «Сабрина» / «Мертвец идёт»
- 1/2: «Казино» / «Покахонтас»
- 0/2: «Мосты округа Мэдисон» / «История игрушек» / «Опус мистера Холланда» / «Вонгу Фу, с благодарностью за всё! Джули Ньюмар» / «Дон Жуан де Марко»
- 1/1: «Бэйб: Четвероногий малыш» / «За что стоит умереть» / «12 обезьян» / «Великая Афродита» / «Прогулка в облаках» / «Отверженные»

| Категории                             | Лауреаты и номинанты | Лауреаты и номинанты                                                           |
| ------------------------------------- | --- | ------------------------------------------------------------------------------ |
| Лучший фильм (драма)                  | • Разум и чувства / Sense and Sensibility (Линдсэй Доран)                                                                   | • Разум и чувства / Sense and Sensibility (Линдсэй Доран)                      |
| Лучший фильм (драма)                  | • Аполлон-13 / Apollo 13 (Брайан Грейзер)                                                                                   |                                                                                |
| Лучший фильм (драма)                  | • Храброе сердце / Braveheart (Брюс Дэвей)                                                                                  |                                                                                |
| Лучший фильм (драма)                  | • Мосты округа Мэдисон / The Bridges of Madison County (Клинт Иствуд)                                                       |                                                                                |
| Лучший фильм (драма)                  | • Покидая Лас-Вегас / Leaving Las Vegas (Лила Казес)                                                                        |                                                                                |
| Лучший фильм (комедия или мюзикл)     | • Бэйб: Четвероногий малыш / Babe                                                                                           | • Бэйб: Четвероногий малыш / Babe                                              |
| Лучший фильм (комедия или мюзикл)     | • История игрушек (м/ф) / Toy Story                                                                                         |                                                                                |
| Лучший фильм (комедия или мюзикл)     | • Достать коротышку / Get Shorty                                                                                            |                                                                                |
| Лучший фильм (комедия или мюзикл)     | • Сабрина / Sabrina |                                                                                |
| Лучший фильм (комедия или мюзикл)     | • Американский президент / The American President                                                                           |                                                                                |
| Лучший режиссёр                       | | • Мел Гибсон за фильм «Храброе сердце»                                         |
| Лучший режиссёр                       | • Майк Фиггис — «Покидая Лас-Вегас»                                                                                         |                                                                                |
| Лучший режиссёр                       | • Рон Ховард — «Аполлон-13»                                                                                                 |                                                                                |
| Лучший режиссёр                       | • Энг Ли — «Разум и чувства»                                                                                                |                                                                                |
| Лучший режиссёр                       | • Роб Райнер — «Американский президент»                                                                                     |                                                                                |
| Лучший режиссёр                       | • Мартин Скорсезе — «Казино»                                                                                                |                                                                                |
| Лучший актёр в драматическом фильме   | | • Николас Кейдж — «Покидая Лас-Вегас» (за роль Бена Сандерсона)                |
| Лучший актёр в драматическом фильме   | • Ричард Дрейфус — «Опус мистера Холланда» (за роль Гленна Холланда)                                                        |                                                                                |
| Лучший актёр в драматическом фильме   | • Энтони Хопкинс — «Никсон» (за роль Ричарда М. Никсона)                                                                    |                                                                                |
| Лучший актёр в драматическом фильме   | • Иэн Маккеллен — «Ричард III» (за роль Ричарда III)                                                                        |                                                                                |
| Лучший актёр в драматическом фильме   | • Шон Пенн — «Мертвец идёт» (за роль Мэтью Понселета)                                                                       |                                                                                |
| Лучшая актриса в драматическом фильме | | • Шэрон Стоун — «Казино» (за роль Джинджер Маккены)                            |
| Лучшая актриса в драматическом фильме | • Сьюзан Сарандон — «Мертвец идёт» (за роль сестры Хелен Преджан)                                                           |                                                                                |
| Лучшая актриса в драматическом фильме | • Элизабет Шу — «Покидая Лас-Вегас» (за роль Сэры)                                                                          |                                                                                |
| Лучшая актриса в драматическом фильме | • Мерил Стрип — «Мосты округа Мэдисон» (за роль Франчески Джонсон)                                                          |                                                                                |
| Лучшая актриса в драматическом фильме | • Эмма Томпсон — «Разум и чувства» (за роль Элинор Дэшвуд)                                                                  |                                                                                |
| Лучший актёр в комедии или мюзикле    | | • Джон Траволта — «Достать коротышку» (за роль Чили Палмера)                   |
| Лучший актёр в комедии или мюзикле    | • Майкл Дуглас — «Американский президент» (за роль президента Эндрю Шеперда)                                                |                                                                                |
| Лучший актёр в комедии или мюзикле    | • Харрисон Форд — «Сабрина» (за роль Лайнуса Лэрраби)                                                                       |                                                                                |
| Лучший актёр в комедии или мюзикле    | • Стив Мартин — «Отец невесты 2» (за роль Джорджа Бэнкса)                                                                   |                                                                                |
| Лучший актёр в комедии или мюзикле    | • Патрик Суэйзи — «Вонгу Фу, с благодарностью за всё! Джули Ньюмар» (за роль мисс Виды Богемы)                              |                                                                                |
| Лучшая актриса в комедии или мюзикле  | | • Николь Кидман — «За что стоит умереть» (за роль Сьюзен Стоун Маретто)        |
| Лучшая актриса в комедии или мюзикле  | • Аннетт Бенинг — «Американский президент» (за роль Сидни Эллен Уэйд)                                                       |                                                                                |
| Лучшая актриса в комедии или мюзикле  | • Сандра Буллок — «Пока ты спал» (за роль Люси Элеанор Модерац)                                                             |                                                                                |
| Лучшая актриса в комедии или мюзикле  | • Тони Коллетт — «Свадьба Мюриэл» (за роль Мюриэл Хэслоп)                                                                   |                                                                                |
| Лучшая актриса в комедии или мюзикле  | • Ванесса Редгрейв — «Месяц у озера» (за роль мисс Бентли)                                                                  |                                                                                |
| Лучший актёр второго плана            | | • Брэд Питт — «12 обезьян» (за роль Джеффри Гоинса)                            |
| Лучший актёр второго плана            | • Эд Харрис — «Аполлон-13» (за роль руководителя полёта Джина Кранца)                                                       |                                                                                |
| Лучший актёр второго плана            | • Джон Легисамо — «Вонгу Фу, с благодарностью за всё! Джули Ньюмар» (за роль Чи-Чи Родригес)                                |                                                                                |
| Лучший актёр второго плана            | • Тим Рот — «Роб Рой» (за роль Арчибальда Каннингема)                                                                       |                                                                                |
| Лучший актёр второго плана            | • Кевин Спейси — «Подозрительные лица» (за роль Роджера «Болтуна» Кинта)                                                    |                                                                                |
| Лучшая актриса второго плана          | | • Мира Сорвино — «Великая Афродита» (за роль Линды Эш)                         |
| Лучшая актриса второго плана          | • Анжелика Хьюстон — «Постовой на перекрёстке» (за роль Мэри)                                                               |                                                                                |
| Лучшая актриса второго плана          | • Кэтлин Куинлан — «Аполлон-13» (за роль Мэрилин Ловелл)                                                                    |                                                                                |
| Лучшая актриса второго плана          | • Кира Седжвик — «Повод для разговоров» (за роль Эммы Рэй Кинг)                                                             |                                                                                |
| Лучшая актриса второго плана          | • Кейт Уинслет — «Разум и чувства» (за роль Марианны Дэшвуд)                                                                |                                                                                |
| Лучший сценарий                       | | • Эмма Томпсон — «Разум и чувства»                                             |
| Лучший сценарий                       | • Патрик Шин Дункан — «Опус мистера Холланда»                                                                               |                                                                                |
| Лучший сценарий                       | • Скотт Фрэнк — «Достать коротышку»                                                                                         |                                                                                |
| Лучший сценарий                       | • Тим Роббинс — «Мертвец идёт»                                                                                              |                                                                                |
| Лучший сценарий                       | • Аарон Соркин — «Американский президент»                                                                                   |                                                                                |
| Лучший сценарий                       | • Рэндалл Уоллес — «Храброе сердце»                                                                                         |                                                                                |
| Лучшая музыка к фильму                | • Морис Жарр за музыку к фильму «Прогулка в облаках»                                                                        | • Морис Жарр за музыку к фильму «Прогулка в облаках»                           |
| Лучшая музыка к фильму                | • Патрик Дойл — «Разум и чувства» (саундтрек)                                                                               |                                                                                |
| Лучшая музыка к фильму                | • Джеймс Хорнер — «Храброе сердце»                                                                                          |                                                                                |
| Лучшая музыка к фильму                | • Майкл Кэймен — «Дон Жуан де Марко»                                                                                        |                                                                                |
| Лучшая музыка к фильму                | • Алан Менкен — «Покахонтас» (м/ф)                                                                                          |                                                                                |
| Лучшая песня                          | • Colors of the Wind — «Покахонтас» — музыка: Алан Менкен, слова: Стивен Шварц                                              | • Colors of the Wind — «Покахонтас» — музыка: Алан Менкен, слова: Стивен Шварц |
| Лучшая песня                          | • Have You Ever Really Loved a Woman? — «Дон Жуан де Марко» — музыка и слова: Брайан Адамс, Майкл Кэймен и Роберт Джон Ланг |                                                                                |
| Лучшая песня                          | • Hold Me, Thrill Me, Kiss Me, Kill Me — «Бэтмен навсегда» — музыка: Адам Клейтон, Эдж, Ларри Маллен, слова: Боно (U2)      |                                                                                |
| Лучшая песня                          | • Moonlight — «Сабрина» — музыка: Джон Уильямс, слова: Алан Бергман и Мэрилин Бергман                                       |                                                                                |
| Лучшая песня                          | • You’ve Got a Friend in Me — «История игрушек» — музыка и слова: Рэнди Ньюман                                              |                                                                                |
| Лучший фильм на иностранном языке     | • Отверженные / Les Misérables (Франция)                                                                                    | • Отверженные / Les Misérables (Франция)                                       |
| Лучший фильм на иностранном языке     | • Спящий брат / Schlafes Bruder (Германия)                                                                                  |                                                                                |
| Лучший фильм на иностранном языке     | • Проклятый газон / Gazon maudit (Франция)                                                                                  |                                                                                |
| Лучший фильм на иностранном языке     | • Как два крокодила / Come due coccodrilli (Италия)                                                                         |                                                                                |
| Лучший фильм на иностранном языке     | • Шанхайская триада / 摇啊摇，摇到外婆桥 (Yao a yao, yao dao wai po qiao) (Китай)                                           |                                                                                |

### Телевизионные награды
| Категории                                                               | Лауреаты и номинанты                                                                                 | Лауреаты и номинанты                                                          |
| ----------------------------------------------------------------------- | --- | ----------------------------------------------------------------------------- |
| Лучший телевизионный сериал (драма)                                     | • Нас пятеро / Party of Five                                                                         | • Нас пятеро / Party of Five                                                  |
| Лучший телевизионный сериал (драма)                                     | • Надежда Чикаго / Chicago Hope                                                                      |                                                                               |
| Лучший телевизионный сериал (драма)                                     | • Скорая помощь / ER                                                                                 |                                                                               |
| Лучший телевизионный сериал (драма)                                     | • Одно убийство (Убийство первой степени) / Murder One                                               |                                                                               |
| Лучший телевизионный сериал (драма)                                     | • Полиция Нью-Йорка / NYPD Blue                                                                      |                                                                               |
| Лучший телевизионный сериал (комедия или мюзикл)                        | • Сибилл / Cybill                                                                                    | • Сибилл / Cybill                                                             |
| Лучший телевизионный сериал (комедия или мюзикл)                        | • Фрейзер / Frasier                                                                                  |                                                                               |
| Лучший телевизионный сериал (комедия или мюзикл)                        | • Друзья / Friends                                                                                   |                                                                               |
| Лучший телевизионный сериал (комедия или мюзикл)                        | • Без ума от тебя / Mad About You                                                                    |                                                                               |
| Лучший телевизионный сериал (комедия или мюзикл)                        | • Сайнфелд / Seinfeld                                                                                |                                                                               |
| Лучший мини-сериал или телефильм                                        | • Обвинительный акт: Суд над Макмартинами / Indictment: The McMartin Trial                           | • Обвинительный акт: Суд над Макмартинами / Indictment: The McMartin Trial    |
| Лучший мини-сериал или телефильм                                        | • Гражданин Икс / Citizen X                                                                          |                                                                               |
| Лучший мини-сериал или телефильм                                        | • Хроники из жизни Хайди / The Heidi Chronicles                                                      |                                                                               |
| Лучший мини-сериал или телефильм                                        | • Молчи и служи: История Маргарет Каммермейер / Serving in Silence: The Margarethe Cammermeyer Story |                                                                               |
| Лучший мини-сериал или телефильм                                        | • Трумен / Truman                                                                                    |                                                                               |
| Лучший актёр в драматическом телесериале                                | | • Джимми Смитс — «Полиция Нью-Йорка» (за роль детектива Бобби Симоне)         |
| Лучший актёр в драматическом телесериале                                | • Даниэль Бензали — «Одно убийство» (за роль Тэда Хоффмана)                                          |                                                                               |
| Лучший актёр в драматическом телесериале                                | • Джордж Клуни — «Скорая помощь» (за роль доктора Дага Росса)                                        |                                                                               |
| Лучший актёр в драматическом телесериале                                | • Дэвид Духовны — «Секретные материалы» (за роль Фокса Малдера)                                      |                                                                               |
| Лучший актёр в драматическом телесериале                                | • Энтони Эдвардс — «Скорая помощь» (за роль доктора Марка Грина)                                     |                                                                               |
| Лучшая актриса в в драматическом телесериале                            | | • Джейн Сеймур — «Доктор Куин, женщина-врач» (за роль доктора Микаэлы Куин)   |
| Лучшая актриса в в драматическом телесериале                            | • Джиллиан Андерсон — «Секретные материалы» (за роль Даны Скалли)                                    |                                                                               |
| Лучшая актриса в в драматическом телесериале                            | • Кэти Бейкер — «Застава фехтовальщиков» (за роль доктора Джилл Брок)                                |                                                                               |
| Лучшая актриса в в драматическом телесериале                            | • Хизер Локлир — «Мелроуз Плейс» (за роль Аманды Вудворд)                                            |                                                                               |
| Лучшая актриса в в драматическом телесериале                            | • Шерри Стрингфилд — «Скорая помощь» (за роль доктора Сьюзан Льюис)                                  |                                                                               |
| Лучшая мужская роль в телесериале (комедия или мюзикл)                  | | • Келси Греммер — «Фрейзер» (за роль доктора Фрейзера Крэйна)                 |
| Лучшая мужская роль в телесериале (комедия или мюзикл)                  | • Тим Аллен — «Большой ремонт» (за роль Тима Тейлора)                                                |                                                                               |
| Лучшая мужская роль в телесериале (комедия или мюзикл)                  | • Пол Райзер — «Без ума от тебя» (за роль Пола Бакмана)                                              |                                                                               |
| Лучшая мужская роль в телесериале (комедия или мюзикл)                  | • Джерри Сайнфелд — «Сайнфелд» (за роль Джерри Сайнфелда)                                            |                                                                               |
| Лучшая мужская роль в телесериале (комедия или мюзикл)                  | • Гарри Шендлинг — «Шоу Ларри Сандерса» (за роль Ларри Сандерса)                                     |                                                                               |
| Лучшая женская роль в телесериале (комедия или мюзикл)                  | | • Сибилл Шеперд — «Сибилл» (за роль Сибилл Шеридан)                           |
| Лучшая женская роль в телесериале (комедия или мюзикл)                  | • Кэндис Берген — «Мерфи Браун» (за роль Мерфи Браун)                                                |                                                                               |
| Лучшая женская роль в телесериале (комедия или мюзикл)                  | • Эллен Дедженерес — «Эллен» (за роль Эллен Морган)                                                  |                                                                               |
| Лучшая женская роль в телесериале (комедия или мюзикл)                  | • Фрэн Дрешер — «Няня» (за роль Фрэн Файн)                                                           |                                                                               |
| Лучшая женская роль в телесериале (комедия или мюзикл)                  | • Хелен Хант — «Без ума от тебя» (за роль Джейми Стемпл Бакман)                                      |                                                                               |
| Лучший актёр в мини-сериале или телефильме                              | | • Гэри Синиз — «Трумен» (за роль Гарри С. Трумэна)                            |
| Лучший актёр в мини-сериале или телефильме                              | • Алек Болдуин — «Трамвай „Желание“» (англ.) (за роль Стэнли Ковальски)                              |                                                                               |
| Лучший актёр в мини-сериале или телефильме                              | • Чарльз С. Даттон — «Уроки фортепиано» (The Piano Lesson) (за роль Вилли)                           |                                                                               |
| Лучший актёр в мини-сериале или телефильме                              | • Лоренс Фишберн — «Пилоты из Таскиги» (за роль капитана Ганнибала «Айовы» Ли мл.)                   |                                                                               |
| Лучший актёр в мини-сериале или телефильме                              | • Джеймс Вудс — «Обвинительный акт: Суд над Макмартинами» (за роль Дэнни Дэвиса)                     |                                                                               |
| Лучшая актриса в мини-сериале или телефильме                            | | • Джессика Лэнг — «Трамвай „Желание“» (за роль Бланш Дюбуа)                   |
| Лучшая актриса в мини-сериале или телефильме                            | • Гленн Клоуз — «Молчи и служи: история Маргарет Каммермейер» (за роль Маргарет Каммермейер)         |                                                                               |
| Лучшая актриса в мини-сериале или телефильме                            | • Джейми Ли Кёртис — «Хроники из жизни Хайди» (за роль Хайди Холланд)                                |                                                                               |
| Лучшая актриса в мини-сериале или телефильме                            | • Салли Филд — «Секрет успеха» (англ.) (за роль Бесс Олкотт Стид Гарнер)                             |                                                                               |
| Лучшая актриса в мини-сериале или телефильме                            | • Линда Хэмилтон — «Материнская молитва» (за роль Розмари Холмстром)                                 |                                                                               |
| Лучший актёр второго плана в телесериале, мини-сериале или телефильме   | | • Дональд Сазерленд — «Гражданин Икс» (за роль полковника Михаила Фетисова)   |
| Лучший актёр второго плана в телесериале, мини-сериале или телефильме   | • Сэм Эллиотт — «Девушки с Дикого Запада» (англ.) (за роль Дикого Билла Хикока)                      |                                                                               |
| Лучший актёр второго плана в телесериале, мини-сериале или телефильме   | • Том Холс — «Хроники из жизни Хайди» (за роль Питера Патроне)                                       |                                                                               |
| Лучший актёр второго плана в телесериале, мини-сериале или телефильме   | • Дэвид Хайд Пирс — «Фрейзер» (за роль доктора Нильса Крэйна)                                        |                                                                               |
| Лучший актёр второго плана в телесериале, мини-сериале или телефильме   | • Генри Томас — «Обвинительный акт: Суд над Макмартинами» (за роль Рэя Баки)                         |                                                                               |
| Лучшая актриса второго плана в телесериале, мини-сериале или телефильме | | • Ширли Найт — «Обвинительный акт: Суд над Макмартинами» (за роль Пегги Баки) |
| Лучшая актриса второго плана в телесериале, мини-сериале или телефильме | • Кристин Барански — «Сибилл» (за роль Мэриэнн Торп)                                                 |                                                                               |
| Лучшая актриса второго плана в телесериале, мини-сериале или телефильме | • Джуди Дэвис — «Молчи и служи: история Маргарет Каммермейер» (за роль Дианы)                        |                                                                               |
| Лучшая актриса второго плана в телесериале, мини-сериале или телефильме | • Мелани Гриффит — «Девушки с Дикого Запада» (за роль Доры ДюФрен)                                   |                                                                               |
| Лучшая актриса второго плана в телесериале, мини-сериале или телефильме | • Лиза Кудроу — «Друзья» (за роль Фиби Буффе)                                                        |                                                                               |
| Лучшая актриса второго плана в телесериале, мини-сериале или телефильме | • Джулианна Маргулис — «Скорая помощь» (за роль медсестры Кэрол Хэттеуэй)                            |                                                                               |

### Специальные награды
| Награда                                                     | Лауреаты             | Лауреаты                                                                               |
| ----------------------------------------------------------- | -------------------- | -------------------------------------------------------------------------------------- |
| Премия Сесиля Б. Де Милля (Награда за вклад в кинематограф) | Шон Коннери          | • Шон Коннери                                                                          |
| Мистер «Золотой глобус» 1996 (Символическая награда)        | Фредди Принц-младший | • Фредди Принц мл. (сын комика Фредди Принца и Кэтрин Элейн Кохрэн)                    |
| Мисс «Золотой глобус» 1996 (Символическая награда)          |                      | • Джейми Дадни (англ. Jaime Dudney) (дочь кантри-певицы Барбары Мандрелл и Кена Дадни) |